# تلخ و شیرین (ترانه آپوکالیپتیکا)
تلخ و شیرین (به انگلیسی: Bittersweet) تک‌آهنگی از گروه چلو راک آپوکالیپتیکا به همراه ویله والو و لوری یلونن می‌باشد که در ۲۹ نوامبر ۲۰۰۴ منتشر شده‌است.

## فهرست ترانه‌ها
1. "Bittersweet" (Edit) – 3:23
2. "Bittersweet" (Acoustic version) – 3:21
3. "Bittersweet" (Instrumental version) – 3:22
4. "Misconstruction" – 3:59